# 상비센치 (상파울루주)

상비센치의 위치

상비센치(포르투갈어: São Vicente)는 브라질 상파울루주의 도시로 면적은 147.89km2, 높이는 6m, 인구는 355,542명(2015년 기준), 인구 밀도는 2,400명/km2이다. 브라질에서 최초로 설립된 포르투갈인들의 정착촌이다.

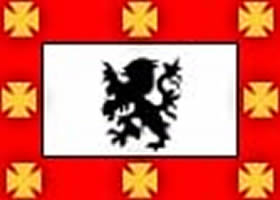
시기
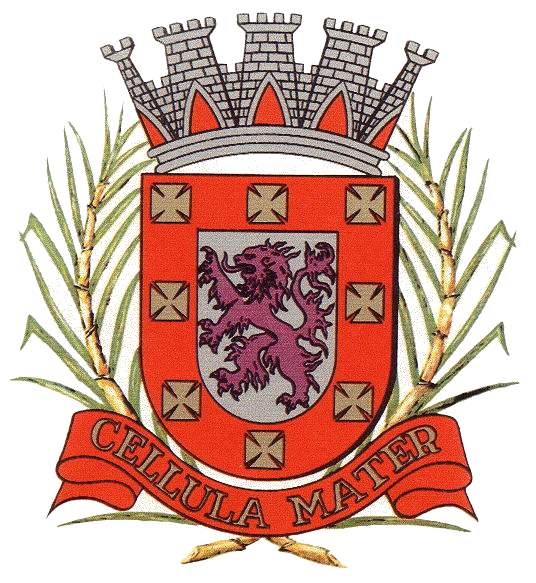
시 문장